# آرگام آیوازیان
آرگام آراراتی آیوازیان (ارمنی: Արգամ Արարատի Այվազյան زاده ۲۰ ژوئیه ۱۹۴۷) یک تاریخ‌نگار، روزنامه‌نگار و پژوهشگر اهل ارمنستان است.

## برگزیده آثار
- ".[الف](ارمنی ) " Lraber Hasarakakan Gituyunneri, № ۲, ۱۹۸۱.
- (ارمنی ) Ջուղա[ب] (جوغا). ایروان: سوُتاکان گروغ، ۱۹۸۴.
- مجسمه‌ها و حجاری‌های یادبود ناخیجوان[پ](ارمنی ). ایروان، ۱۹۸۷.
- جوغا[ت]. به زبان روسی و انگلیسی. ایروان: انتشارات هایاستان، ۱۹۹۰.
- مجسمه‌های یادبود تاریخی ناخیجوان[ث]. توسط گریگور اچ. ماکسودیان به زبان انگلیسی ترجمه شده‌است. دیترویت: انتشارات دانشگاه ایالتی وین، ۱۹۹۰.
- هنر نقاشی دیواری در نخجوان[ج](ارمنی ). ایروان، ۱۹۹۸.
- میراث لیتوگرافی ناخیجوان(ارمنی ) [چ] (Նախիջեւանի վիմագրական ժառանգութիւնը). دوجلد. انطلیاس، ۲۰۰۵.
- ناخیجوان: نقشه مجسمه‌های یادبود[ح]. ایروان، ۲۰۰۷.
- سمفونی خاچکارهای جوغا[خ]. به زبان‌های انگلیسی، روسی و ارمنی منتشر شده‌است. ایروان، ۲۰۰۷.

## یادداشت
1. ↑  The Rock-Carvings of Navasar
2. ↑  Jugha
3. ↑  Monumental Memorials and Reliefs of Nakhijevan
4. ↑  Djugha
5. ↑  The Historical Monuments of Nakhichevan
6. ↑  The Art of Wall Painting in Nakhijevan
7. ↑  The Lithographic Inheritance of Nakhidjevan
8. ↑  Nakhijevan: Map of Monuments
9. ↑  The Symphony of the Destroyed Jugha Khatchkars